# Widmo nad Innsmouth
Widmo nad Innsmouth (ang. Shadow over Innsmouth) – opowiadanie amerykańskiego pisarza Howarda Phillipsa Lovecrafta, wydane w 1931 roku; w Polsce ukazało się w tomie opowiadań Zew Cthulhu, a następnie w kompilacji Opowieści o makabrze i koszmarze.
Opowiadanie opisuje losy młodzieńca odkrywającego rasę „pół-ludzi”, zamieszkujących fikcyjne nowoangielskie miasteczko Innsmouth, wyznawców należącego do lovecraftowskiej mitologii Cthulhu rybiego boga Dagona.

## Inspiracja
Robert Price jako literackie źródła dla Widma nad Innsmouth wskazuje dwa teksty: The Harbor-Master (pol. „kapitan portu”) Roberta Chambersa oraz Fishhead (pol. „rybia głowa”) Irvina Cobba. W opowiadaniu Chambersa mowa o odkryciu „pozostałości po rasie ziemnowodnych istot ludzkich”, zamieszkujących głęboką na pięć mil przepaść u amerykańskiego wybrzeża Atlantyku. Stworzenia opisywane są jako „ludzie z okrągłymi, nieruchomymi oczami ryb, i gładką, słonawą skórą. Jednak największym przerażeniem napawały pary pęczniejących i rozluźniających się spazmatycznie skrzeli”.
Lovecraft był z pewnością pod wrażeniem tej opowieści, skoro pisał w liście do Franka Belknapa Longa: „Boże! Kapitan portu!!!”
Fishhead to historia „ludzkiego dziwoląga” o rybim wyglądzie:

Jego czaszka nachylona do tyłu tak stromo, iż trudno było rzec jakoby posiadał czoło; podbródek cofnięty prawie do zaniku. Oczy małe i okrągłe, o płytkich, szklistych, różowo-żółtych źrenicach, rozstawione szeroko na twarzy, a przy tym niemrugające i martwe jak u ryby.

Lovecraft w Nadnaturalnym horrorze w literaturze określił opowiadanie Cobba „złowrogo efektywnym w przedstawianiu nienaturalnego powinowactwa idioty-hybrydy i dziwnej ryby z odizolowanego jeziora”.
Price zauważa, iż Rybia Głowa, jako „syn Murzyna i pół-Indianki”, ucieleśnia jednoznacznie podstawowe zagadnienie podejmowane w Widmie nad Innsmouth: „[...] Idea międzyrasowych małżeństw była tym, co Lovecraft właśnie uznawał za odrzucające [...], podtekst o mieszaniu etnicznie różnych ras i zanieczyszczaniu puli genetycznej”. Istota z The Harbor-Master jest również błędnie uznawana za „obłąkanego czarnoskórego”.
Price wskazuje też na podobieństwo nazw podwodnego miasta Y'ha-nthlei oraz Yoharneth-Lahai, fikcyjnego bóstwa stworzonego przez Lorda Dunsany’ego w utworze The Gods of Pegāna, „wysyłającego małe sny z Pegany, aby dogadzać ludziom Ziemi”; był to prekursor lovecraftowskiego Cthulhu, który zsyła zdecydowanie mniej przyjemne sny z zatopionego R’lyeh.
Opis podwodnej rasy zdradza pewne podobieństwa do istot wspominanych w opowiadaniu Herberta George’a Wellsa W otchłani (1896):

Oczy, dwa duże i wystające z oczodołów na podobieństwo kameleona, usta szerokie, gadzie ze zrogowaciałymi wargami pod małymi nozdrzami. W miejscu uszu znajdowały się dwie duże pokrywy skrzelowe, z których wypływał rozcapierzony wachlarz wapiennych włókien, przypominających drzewo skrzelowe u młodych raj i rekinów. Jednakże ludzkość twarzy nie była najdziwniejszych atutem istoty. Były nią dwie nogi; prawie kuliste ciało trzymało się na żabich nogach oraz długim, grubym ogonie oraz czterech górnych kończynach, groteskowo naśladujących ludzkie ręce, w których znajdowała się kościana dzida z miedzianym sztychem. Barwa kreatury była różnorodna – głowa, ręce i nogi były purpurowe, zaś reszta wiszącej luźno na podobieństwo ubrania skóry była fosforyczno-szara.

## Streszczenie

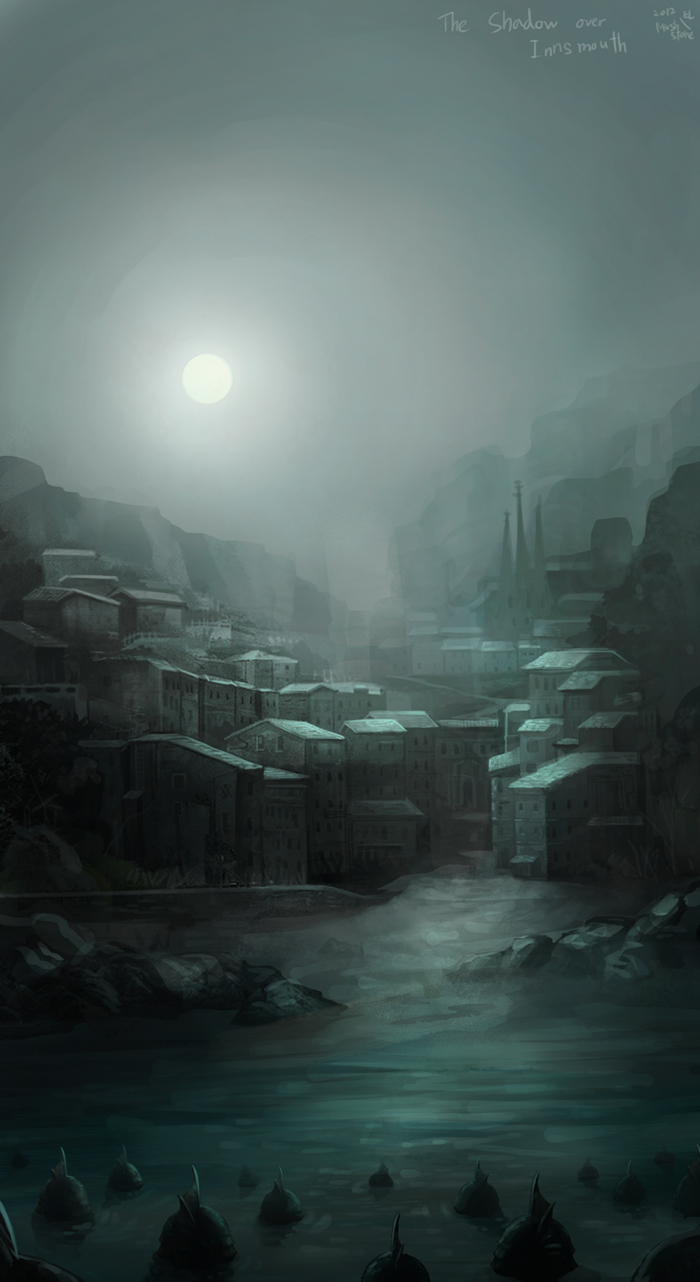
Widmo nad Innsmouth

Opowiadanie podzielone jest na pięć rozdziałów. W pierwszym narrator relacjonuje tajne dochodzenie przedsięwzięte przez rząd w podupadającym miasteczku Innsmouth w stanie Massachusetts, jak również wyjaśnia, iż historia opowiedziana przez narratora jest powodem tego dochodzenia. Następnie ilustruje powody, dla których wybrał się do miasteczka, kiedy jako 21-latek przemierzał Nową Anglię. Po tym wstępie następuje właściwa historia; narrator, czekając na autobus do Innsmouth, zbiera na jego temat informacje w pobliskim Newburyport, według niego okraszone zabobonami.
Drugi rozdział dotyczy podróży do Innsmouth, opisanego jako rozpadające się, na wpół opuszczone, pełne odrapanych budynków i dziwnie wyglądających ludzi o wyraźnie powłóczystym chodzie miasteczko. Wszystko to wydaje się odrażające narratorowi, opisującemu „innsmouthski wygląd” – „dziwne, wąskie głowy o płaskich nosach i pękatych, wyłupiastych oczach”. Jedynie młody sprzedawca z lokalnego sklepu warzywniczego wydaje się normalny, jako że pochodzi z Arkham. Narrator uzyskuje od niego szereg informacji włącznie z mapą oraz namiarami na tubylca mogącego poszerzyć ogląd na Innsmouth – włóczącego się w poszukiwaniu alkoholu Zadoka Allena.
Większość trzeciego rozdziału skupia się na rozmowie narratora z Allenem. Zadok, starzec mieszkającym w miasteczku od urodzenia, opowiada o zamieszkującej dno oceanu rasie rybio-żabich ludzi zwanych „głębinowcami”. Tym, którzy składają im ludzkie ofiary, przynoszą fortunę w postaci ryb oraz fantastycznie wykutej złotej biżuterii. Owe istoty chętnie wychodzą na ląd, aby parzyć się z ludźmi, wydając na świat zdeformowane potomstwo, które może żyć wiecznie. Ryboludy zostały po raz pierwszy odkryte przez tubylców z Indii Zachodnich, na których z kolei natrafił kupiec z Innsmouth, Obed Marsh. Kiedy nadeszły ciężkie czasy, Obed wraz z poplecznikami sprowadzili istoty do brzegów Nowej Anglii. U krańca opowieści Allena narrator jest podenerwowany, jednak uważa historię za produkt płodnej wyobraźni pijaka.
Rozdział czwarty opowiada o nocy, którą narrator jest zmuszony spędzić w mieście, dowiedziawszy się, iż autobus, którym miał powrócić, ma zepsuty silnik. Narrator wynajmuje pokój w zatęchłym hotelu. Próbując zasnąć słyszy pod swoimi drzwiami głosy osób przygotowujących się, aby wtargnąć do środka. Nie tracąc czasu, ucieka przez okno, a następnie ulicami, niejednokrotnie imitując pokraczny chód autochtonów. Ostatecznie trafia na tory kolejowe, gdzie ukrywa się przed liczną grupą miejscowych – zobaczywszy opisywanych przez Allena rybio-żabich ludzi, mdleje w kryjówce.
W ostatnim rozdziale narrator opisuje przebudzenie oraz wędrówkę do pobliskiego Rowley. Przez następne lata bada swoją genealogię, odkrywając ostatecznie, iż jest potomkiem Obeda Marsha, co napawa go przerażeniem, gdyż obawia się przemiany w podobną do widzianych kreatur. U krańca opowiadania narrator, będący studentem Oberlin College, wyznaje, że początkowa zgroza przerodziła się w akceptację – jest zadowolony z możliwości zamieszkania w podwodnym mieście Y'ha-nthlei. Ujawnia także istnienie daleko bardziej zmienionego kuzyna, przetrzymywanego w szpitalu dla obłąkanych, którego pragnie stamtąd odbić.

## Bohaterowie
|                    |                    | Pht'thya-l'y       | Pht'thya-l'y       | Pht'thya-l'y       | Pht'thya-l'y       | Pht'thya-l'y | Pht'thya-l'y |                  |                  |                  |                  |                  |                  |            |            |                 |                 |                 |                 | Obed Marsh      | Obed Marsh      | Obed Marsh | Obed Marsh | Obed Marsh        | Obed Marsh        |                   |                   |                     |                     |                     |                     |                     |                     |      |      | pierwsza żona | pierwsza żona | pierwsza żona | pierwsza żona | pierwsza żona | pierwsza żona |         |         |         |         |  |  |
|                    |                    | Pht'thya-l'y       | Pht'thya-l'y       | Pht'thya-l'y       | Pht'thya-l'y       | Pht'thya-l'y | Pht'thya-l'y |                  |                  |                  |                  |                  |                  |            |            |                 |                 |                 |                 | Obed Marsh      | Obed Marsh      | Obed Marsh | Obed Marsh | Obed Marsh        | Obed Marsh        |                   |                   |                     |                     |                     |                     |                     |                     |      |      | pierwsza żona | pierwsza żona | pierwsza żona | pierwsza żona | pierwsza żona | pierwsza żona |         |         |         |         |  |  |
|                    |                    |                    |                    |                    |                    |              |              |                  |                  |                  |                  |                  |                  |            |            |                 |                 |                 |                 |                 |                 |            |            |                   |                   |                   |                   |                     |                     |                     |                     |                     |                     |      |      |               |               |               |               |               |               |         |         |         |         |  |  |
|                    |                    |                    |                    |                    |                    |              |              |                  |                  |                  |                  |                  |                  |            |            |                 |                 |                 |                 |                 |                 |            |            |                   |                   |                   |                   |                     |                     |                     |                     |                     |                     |      |      |               |               |               |               |               |               |         |         |         |         |  |  |
| dwoje dzieci       | dwoje dzieci       | dwoje dzieci       | dwoje dzieci       | dwoje dzieci       | dwoje dzieci       |              |              | Benjamin Orne    | Benjamin Orne    | Benjamin Orne    | Benjamin Orne    | Benjamin Orne    | Benjamin Orne    |            |            | córka           | córka           | córka           | córka           | córka           | córka           |            |            | Onesiphorus March | Onesiphorus March | Onesiphorus March | Onesiphorus March | Onesiphorus March   | Onesiphorus March   |                     |                     | żona                | żona                | żona | żona | żona          | żona          |               |               | 3 córki       | 3 córki       | 3 córki | 3 córki | 3 córki | 3 córki |  |  |
| dwoje dzieci       | dwoje dzieci       | dwoje dzieci       | dwoje dzieci       | dwoje dzieci       | dwoje dzieci       |              |              | Benjamin Orne    | Benjamin Orne    | Benjamin Orne    | Benjamin Orne    | Benjamin Orne    | Benjamin Orne    |            |            | córka           | córka           | córka           | córka           | córka           | córka           |            |            | Onesiphorus March | Onesiphorus March | Onesiphorus March | Onesiphorus March | Onesiphorus March   | Onesiphorus March   |                     |                     | żona                | żona                | żona | żona | żona          | żona          |               |               | 3 córki       | 3 córki       | 3 córki | 3 córki | 3 córki | 3 córki |  |  |
|                    |                    |                    |                    |                    |                    |              |              |                  |                  |                  |                  |                  |                  |            |            |                 |                 |                 |                 |                 |                 |            |            |                   |                   |                   |                   |                     |                     |                     |                     |                     |                     |      |      |               |               |               |               |               |               |         |         |         |         |  |  |
| James Wiiliamson   | James Wiiliamson   | James Wiiliamson   | James Wiiliamson   | James Wiiliamson   | James Wiiliamson   |              |              |                  |                  |                  |                  | Eliza Orne       | Eliza Orne       | Eliza Orne | Eliza Orne | Eliza Orne      | Eliza Orne      |                 |                 |                 |                 |            |            |                   |                   |                   |                   | Barnabas Marsh      | Barnabas Marsh      | Barnabas Marsh      | Barnabas Marsh      | Barnabas Marsh      | Barnabas Marsh      |      |      | żona          | żona          | żona          | żona          | żona          | żona          |         |         |         |         |  |  |
| James Wiiliamson   | James Wiiliamson   | James Wiiliamson   | James Wiiliamson   | James Wiiliamson   | James Wiiliamson   |              |              |                  |                  |                  |                  | Eliza Orne       | Eliza Orne       | Eliza Orne | Eliza Orne | Eliza Orne      | Eliza Orne      |                 |                 |                 |                 |            |            |                   |                   |                   |                   | Barnabas Marsh      | Barnabas Marsh      | Barnabas Marsh      | Barnabas Marsh      | Barnabas Marsh      | Barnabas Marsh      |      |      | żona          | żona          | żona          | żona          | żona          | żona          |         |         |         |         |  |  |
|                    |                    |                    |                    |                    |                    |              |              |                  |                  |                  |                  |                  |                  |            |            |                 |                 |                 |                 |                 |                 |            |            |                   |                   |                   |                   |                     |                     |                     |                     |                     |                     |      |      |               |               |               |               |               |               |         |         |         |         |  |  |
|                    |                    |                    |                    |                    |                    |              |              |                  |                  |                  |                  |                  |                  |            |            |                 |                 |                 |                 |                 |                 |            |            |                   |                   |                   |                   |                     |                     |                     |                     |                     |                     |      |      |               |               |               |               |               |               |         |         |         |         |  |  |
| Douglas Williamson | Douglas Williamson | Douglas Williamson | Douglas Williamson | Douglas Williamson | Douglas Williamson |              |              | ojciec narratora | ojciec narratora | ojciec narratora | ojciec narratora | ojciec narratora | ojciec narratora |            |            | matka narratora | matka narratora | matka narratora | matka narratora | matka narratora | matka narratora |            |            | Walter Williamson | Walter Williamson | Walter Williamson | Walter Williamson | Walter Williamson   | Walter Williamson   |                     |                     | żona                | żona                | żona | żona | żona          | żona          |               |               |               |               |         |         |         |         |  |  |
| Douglas Williamson | Douglas Williamson | Douglas Williamson | Douglas Williamson | Douglas Williamson | Douglas Williamson |              |              | ojciec narratora | ojciec narratora | ojciec narratora | ojciec narratora | ojciec narratora | ojciec narratora |            |            | matka narratora | matka narratora | matka narratora | matka narratora | matka narratora | matka narratora |            |            | Walter Williamson | Walter Williamson | Walter Williamson | Walter Williamson | Walter Williamson   | Walter Williamson   |                     |                     | żona                | żona                | żona | żona | żona          | żona          |               |               |               |               |         |         |         |         |  |  |
|                    |                    |                    |                    |                    |                    |              |              |                  |                  |                  |                  |                  |                  |            |            |                 |                 |                 |                 |                 |                 |            |            |                   |                   |                   |                   |                     |                     |                     |                     |                     |                     |      |      |               |               |               |               |               |               |         |         |         |         |  |  |
|                    |                    |                    |                    |                    |                    |              |              |                  |                  |                  |                  | narrator         | narrator         | narrator   | narrator   | narrator        | narrator        |                 |                 |                 |                 |            |            |                   |                   |                   |                   | Lawrence Williamson | Lawrence Williamson | Lawrence Williamson | Lawrence Williamson | Lawrence Williamson | Lawrence Williamson |      |      |               |               |               |               |               |               |         |         |         |         |  |  |

Kolor fioletowy: Istoty z głębin
Kolor fioletowo-niebieski: hybrydy
Kolor biały: ludzie

### Robert Olmstead
Narrator opowiadania, który odkrywa Innsmouth na trasie swojej wędrówki przez Nową Anglię w poszukiwaniu informacji genealogicznych. W samym opowiadaniu ani razu nie pada jego imię, jednak pojawia się ono wśród notatek Lovecrafta wydanych przez Arkham House w zbiorze Something About Cats and Other Pieces (1949).
An H.P. Lovecraft Encyclopedia wskazuje, że peregrynacyjne zwyczaje Olmsteada są identyczne z tymi Lovecrafta, zawsze poszukującego „najtańszego sposobu podróży”, zaś obiad składający się z „warzywnej zupy z krakersami” był typowym daniem niskobudżetowej diety pisarza.

### Obed Marsh
Kapitan i założyciel Ezoterycznego Zakonu Dagona. Wedle Zadoka Allena pierwszy, który przyzwał stwory z głębin do Innsmouth. W 1846 roku został aresztowany. Zmarł w 1878 roku.
Wedle notatek Lovecrafta córka Marsha, Alice była prababką Roberta Olmsteada.

### Barnabas Marsh
Barnabas Marsh, znany jako Stary Marsh, wnuk Obeda i właściciel rafinerii. Jego ojciec Onesiphorus był synem Obeda z pierwszego małżeństwa z ludzką kobietą, natomiast matka była najprawdopodobniej istotą z głębin. Allen wypowiada się o nim: „Obecnie Barnabas jest prawie przemieniony. Nie może już zamykać oczu, a jego kształt się zmienił. Mówią, że nadal nosi ubrania, ale niebawem zejdzie do wody”.

### Zadok Allen
Jeden z niewielu ludzkich mieszkańców Innsmouth. Alkoholik, którego pijackie opowieści pozwoliły Lovecraftowi przekazać większość sekretnej historii miasta. Urodzony w 1831 roku, zaginął i zginął złożony w ofierze przez Zakon Dagona w 1927 roku.
An H.P. Lovecraft Encyclopedia zaznacza, iż daty urodzin i śmierci Allena pokrywają się z latami życia Jonathana Hoaga, poety amatora, znajomego Lovecrafta. Allen mógł być także literacką inspiracją dla postaci doktora Humphreya Lathropa z pracy Herberta Gormana Miejsce zwane Dagonem (ang. The Place Called Dagon) z 1927 roku – podobnie jak Allen jest on pijakiem i zna sekretną historię swojego miasta.

## Mity Cthulhu
- Istota zwana Dagonem po raz pierwszy pojawiła się w pracach Lovecrafta w 1917 roku w opowiadaniu pod tym samym tytułem
- W opowiadaniu z 1937 roku Coś na progu, Asenath Waite, opętana córka Ephraima Waite'a przed wstąpieniem na Uniwersytet Miskatonic była mieszkanką Innsmouth, a zatem potomkinią istot z głębin.
- Waite'owie, Gilmanowie, Eliotowie i Marshowie to rodziny „szlachetne” z Innsmouth. Pomimo nazwiska, protagonistę Snów w domu wiedźmy, Waltera Gilmana, nie łączą żadne więzy ani z miasteczkiem, ani istotami z głębin.
- August Derleth użył istot z głębin w opowiadnaiu Glina z Innsmouth (ang. Innsmouth Clay), napisanym na podstawie notatek Lovecrafta. Zamknięty pokój jest kolejnym opowiadaniem rozpoczętym przez Lovecrafta a ukończonym przez Derletha, w którym pojawiają się te istoty. Wspomina ono o więzach między Marshami z Innsmouth a Whateleyami z Dunwich (Koszmar w Dunwich).

## Publikacja
Lovecraft dość krytycznie wypowiadał się o Widmie, w liście do Derletha określając je jako „historię posiadającą wszelkie defekty nad którymi ubolewam – zwłaszcza w stylu, gdzie oklepane zdania i rytmy wykradły się mimo wszelkich środków ostrożności... Nie, nie zamierzam wysyłać »Widma nad Innsmouth« do publikacji, jako że nie miałoby szansy na akceptację”.
Opowiadanie zostało odrzucone przez redaktora „Weird Tales” Farnswortha Wrighta, kiedy Derleth ukradkiem wysłał je do publikacji w 1933 roku. „Przeczytałem opowiadanie Lovecrafta... i muszę przyznać, że fascynuje mnie”, napisał do Derletha. „Jednak nie wiem, co mogę z nim uczynić. Trudno jest podzielić taką historię na dwie części, a do publikacji w jednym numerze jest za długa”.
Ostatecznie „Widmo” zostało wydane jako cieniutka książka przez Visionary Publishing Company Williama Crawforda w nakładzie 200 egzemplarzy; była to jedyna książka wydana za życia Lovecrafta Po śmierci autora (oraz Wrighta) opowiadanie ukazało się w nieautoryzowanej skróconej wersji w styczniu 1942 roku w „Weird Tales”.
Derleth nazwał Widmo mroczną, posępną historią, typową dla będącego w najlepszej formie Lovecrafta.

## Adaptacje

### Film
- Historia z Widma jest głównym wątkiem filmu Dagon Stuarta Gordona z 2001 roku.
- Cthulhu z 2007 roku luźno bazuje na Widmie.

### Gra komputerowa
- Miasteczko Innsmouth jest tłem dla gry wideo z 2005 roku Call of Cthulhu: Mroczne zakątki świata, której akcja odzwierciedla drugi, trzeci i czwarty rozdział opowiadania.
- W grze The Elder Scrolls IV: Oblivion pojawia się osada Hackdirt‚ która jest nawiązaniem do Innsmouth. Tak jak w Innsmouth występują tutaj tajemnicze stwory, zwane istotami z głębin, którym należy składać ofiary, a mieszkańcy są wrogo nastawieni do postaci gracza.